# Nebaliella declivatas
Nebaliella declivatas is een kreeftachtigensoort uit de familie van de Nebaliidae. De wetenschappelijke naam van de soort is voor het eerst geldig gepubliceerd in 1998 door Walker-Smith.